# Fairview, Utah
Fairview är en ort i Sanpete County i delstaten Utah, USA.